# Cornwall (Nowy Jork)
Cornwall – miasto w Stanach Zjednoczonych, w stanie Nowy Jork, w hrabstwie Orange.